# Добрача (Старо Нагоричане)
Добрача (мкд. Добрача) је насеље у Северној Македонији, у северном делу државе. Добрача припада општини Старо Нагоричане.

## Географија
Добрача је смештена у северном делу Северне Македоније. Од најближег града, Куманова, село је удаљено 14 km источно.
Село Добрача се налази у историјској области Средорек, у долини реке Пчиње, на око 450 метара надморске висине. Источно од села се издиже Германска планина.
Месна клима је континентална.

## Становништво
Добрача је према последњем попису из 2002. године имала 76 становника. 
Огромна већина становништва у насељу су етнички Македонци (98%), а остало Срби.
Претежна вероисповест месног становништва је православље.